# Історія Балти

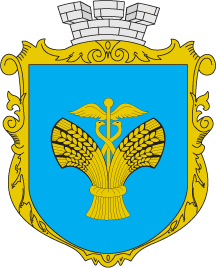
Сучасний герб міста Балта

## Доісторичний час
На території району виявлені численні стоянки IV і III тисячоліть до нашої ери. Найдавнішими писемно підтвердженими народами були кімерійці, скіфи та сармати. Наприкінці 2 століття н. е. на Подолію і Волині прийшли племена готів, археологічним еквівалентом яких вважаються пам'ятники вельбарської культури, які витіснили на цей період пам'ятники зубрицької і пізнезарубинецької культур. Всі пам'ятники цих культур раптово припинили своє існування в останній чверті II ст. н. е. змінилися поселеннями вельбарської культури.
До кінця IV ст. під тиском гунів готи залишили землі Лісостепової частини України і відішли на Балкани, і далі, до південно-західної і західної Європи, частково до Криму. Саме в цей час припиняють своє функціонування пам'ятники вельбарської культури на Волині, Поділлі, Подніпров'ї, як і пам'ятники черняхівської культури в решті регіонів України. Готи, що проживали в Україні від кінця II до рубежу IV—V ст., залишили тут помітні сліди. Якщо в економічній діяльності, культурі вони стояли на нижчому рівні, ніж місцеве населення і переймали від нього навички господарювання, то в політичній, військовій організації суспільства стояли набагато вище за племена Східної Європи. Ця перевага дозволила готам підпорядкувати їх своєму політичному пануванню і утримувати його впродовж тривалого часу. У археологічному матеріалі це явище виразилося у виникненні і існуванні однієї з найяскравіших культур Європи — черняхівської культури. Тепер уже загально прийнято вважати, що кістяком цієї культури була готська політична структура, а її тілом економіка, направлена. на торгівлю з Римом через посередництво готів, війни і грабунки (Козак Д. Н. Готи).

## Русь
У IX—XI столітті ці землі (основну частину населення становили племена уличів і тиверців) входили до складу Київської Русі. У XIV — у складі литовської держави, що об'єднувала під своїм керівництвом значну частину території Русі і Чорного моря, що доходило аж до берегів; з 1569 року, після об'єднання Польщі і Литви, — частина Речі Посполитої (у перекладі — республіка).

## Між Річчю Посполитою та Османською імперією
Точна дата першого поселення на території міста невідома. Перші достовірні згадки про існування на цій території невеликого містечка або села відноситися вже до 30-х років 17 століття (хоча є думка про існування Балти вже в 15-16 століттях). Зібрані наприкінці 18 століття матеріали, посилаючись на розповіді місцевих жителів, говорять, що в 30-х роках 17 століття, за вказівкою князя Любомирського, було засновано селище, назване Палієвим (Палієвим Озером). Відпочатку землі обабіч річки Кодима були власністю князів Любомирських, одного з найбагатших родів в Речі Посполитій. Проте після Бучацького договору і до 1699 р. межа між Реччю Посполитою і Османською імперією містилася значно на північ.
У 1699 році за Карловицькою угодою частина територій, що раніше відійшли до Османської імперії, були повернені Речі Посполитій, і з цього року межа між двома державами в районі нинішньої Балти проходила по річці Кодима.
Вже до 1699 почалося будівництво князем Йосипом (Юзефом) Любомирським фортеці Речі Посполитої на лівому березі Кодими, названою на честь його Юзефгрод (Юзефград). Згідно з адміністративним поділом Речі Посполитої, місто відносилося до Брацлавського воєводства.
Виникнення османської частини міста на правому березі Кодими зазвичай відносять до 1740-х років (згідно з думкою історика Скальковського). Тоді ж почалося будівництво і османської фортеці, названої «Балта». Назва ця, за одними джерелами, походить від роду озброєння османської армії типу сокири під назвою «барта», на думку інших — від болотистої місцевості, в районі якої і виникло перше поселення. У ці часи в османській Балті також проживала значна вірменська спільнота, очолювана гатманом (голова общини). У 40—50-х роках недалеко від Балти виникають слобода Гольма і Перельоти, що нині є селами Балтського району. «…Мешканці знаходяться під відомством гетьмана Волосського (ханського каймакана), у відкуп якому з них стягується на рік зі всякого прибутку скотинячого і промислового десята частка» — повідомляв сучасник.
Поява цих і іншої слободи (Криве Озеро, Голта, Ясеневе, Гидирим, Бобринець Малий і Великий і ін.) пов'язують з приєднанням Правобережної України до Російської імперії, внаслідок чого частина місцевого населення переселилася в так звану Очаківську область — територію між Бугом і Дністром, куди частково входила і територія нинішнього Балтського району. Османський уряд сприяв заселенню цього регіону. На перших порах жителі так званої ханської слободи звільнялися від податків, хоча згодом платили десяту частку своїх доходів. Населення слободи складали українці, молдавани, євреї, росіяни і вірмени.
На кінець 17—18 сторіч відноситься і переселення в ці місця російських старовірів. Старовіри селилися переважно на землях, підвладних османам, а не полякам. Так, поселення старовірів містяться на територіях, що розташовані на південь від польсько-османської межі після Бучацкого договору. Поява значної кількості старовірів на території Речі Посполитої відбулося після підписання Карловицької угоди (1699). Влада Речі Посполитої не перешкоджала старовірам і відносилися до них прихильно.
У 17 і 18 століттях місто (обидві його історичні частини — Балта і Юзефгрод) стає жертвою постійних російсько-турецьких і російсько-польських воєн, озброєних повстань і розбійницьких набігів. Особливо напруженим в цьому відношенні видався 1768. На початку березня цього року, відступаючи під натиском російських військ, в Юзефград, а потім і на османську територію, у фортецю Балту, відступили Панські конфедерати — опозиційна конфедерація, проголошена верхівкою Речі Посполитої, незадоволеною діями свого проросійськи настроєного короля. 5 березня російські війська «ненавмисно» перейшли османський кордон і увірвалися в Балту. Османський уряд поспішив оголосити Росії війну. Імператриця Катерина II запевняла Порту в несхваленні нею дій російських військ. Але, п'ята за ліком, російсько-турецька війна все ж таки почалася, оскільки в ній були зацікавлені уряди обох країн.
У цьому ж році, буквально через декілька місяців, під час повстання гайдамаків, значна кількість євреїв бігла на територію Балти, під захист османської влади. Частина з них була наздогнана в степу біля міста (липень 1768). У подальшому і саме місто піддалося нападу і розграбуванню загонами гайдамаків на чолі Максима Залізняка. На довершення до всіх негод місто відвідала епідемія чуми. У 1769 році загін російського воєначальника Прозоровського з метою спустошення тилу ворога спалив прикордонну фортецю Балту і навколишні селища.

герб Юзефгрода

Відродження Юзефгрода починається в 70-і роки, коли син Станіслава Любомирського, Олександр, отримує від батька в своє розпорядження частину маєтків. У 1776 році він перебудовує фортецю. Цього ж року місто отримало магдебурзьке право — особливі правові норми самоврядування. Магдебурзьке право, зокрема, припускало наявність у міста особливого герба «для опечатання справ міських і судових». Право дарувати герб належало монархові — польському королеві. Герби того часу найчастіше мали зображення святих, архітектурних споруд, родових емблем або вензелів. Герб Юзефгрода був ініціалами Олександра Любомирського на гербовому щиті: «А. L.». Процедура дарування герба відзначалася урочистістю. Місто отримало від монарха — короля Станіслава-Августа — особливий документ, що містить опис і малюнок герба, а також текст про призначення його для «опечатання справ міських», і з додаванням «щоб самостійним гербом місто гордилося».
Торгове значення міста в 18 столітті було великим, оскільки Балта розміщувалася на торговій дорозі, що вела з Поділля, Волині, Київщини до берегів Чорного моря. Туди, до османських міст, таких як Очаків і Хаджибей, тягнулися каравани з товарами, перш за все з хлібом. Ще тоді дорога, котра вела на південь, отримала назву Балтської. Нею користувалися і ногайські татари, що часто відвідували вже тоді знамениті продажем української і ногайської худоби балтський ярмарок, і магнати Речі Посполитої, що мали свої торгові представництва в Хаджібеї, росіяни, українці, єврейські і вірменські купці. Офіційною королівською грамотою в Юзефгроді дозволялися два щорічні ярмарки: Травневий і Петропавловський.

## У Російській імперії
У 1791 році згідно з Ясським мирним договором османське містечко Балта відходить Російській імперії, а в 1793 році Юзефград (незабаром перейменований в Єленськ) і інші землі Любомирських були продані і також увійшли до складу російської держави. Балта входила до складу Єкатеринославського намісництва, а Єленськ — Вознесенського. У 1797 році Єленськ і Балта були офіційно об'єднані в одне місто — Балту, яка стала центром повіту Подільської губернії.
У першій половині 19 сторіччя Балта стає одним з найбільших торгових центрів півдня України. Цьому сприяло її вигідне становище на перехресті важливих торгових шляхів з Лівобережної України в Бессарабію, Молдавію, Валахію і до чорноморських портів.
У місті регулярно проходило 6 ярмарків, товарообіг яких швидко зростав: перший — 20 квітня, в день святого Георгія; другий — 29 червня, в свято Петра і Павла; третій — 6 серпня, на Преображення; четвертий — 1 січня, на Василя Великого, і найвідоміший — Троїцький ярмарок. Тут торгували пшеницею, худобою, салом, шерстю, шкірою. Троїцький ярмарок був знаменитий головно з продажу коней.
На початку 19 століття в Балті існувало три православних церкви. Одна з них, Архистратига Михайла, була «повернена» греко-католиками православним, друга — обернена з греко-католицької каплиці в православний храм Різдва пресвятої Богородиці. Тут же, на лівій стороні міста (колишній Юзефгрод), розташовувався костьол св. Станіслава, що існує досі. Біля нього розміщувалися старі будинки, кам'яний палац, раніше належав Любомирським (нині — педагогічне училище).

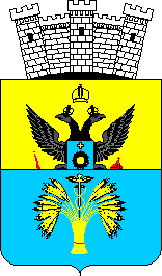
Герб 1852 року. У верхньому полі — герб Подільської губернії, в ніжньому — золотий сніп із золотим кадуцеєм. Герб увінчаний міською короною з трьома баштами.

У імперські час в будівлі палацу знаходилися комісаріат, провіантський магазин, казарма, міська управа, жіноча гімназія. У першій половині 19 ст. в місті вже існували три єврейські школи. У російській слободі, званій нині «Кацапщина» (кацапами на Поділлі називали старообрядців), існували старообрядні церкви. У місті знаходилися багато торгових закладів: на рубежі 18-19 століть у Балті налічувалося 144 лавки, що належали переважно старообрядцям і євреям.
Серед персон духовного звання, що жили в Балті в першій половині 19 століть, особливу популярність здобули балтські священики Феодосій Льовіцкий і Федір Лисевич, запрошені до двору Олександра 1 для тлумачення Апокаліпсису.
У 1852 році, 20 липня місту був присвоєний новий герб.
На початок 50-х років 19 століть в місті працювали лікарня, аптека, відкрилося двокласне училище, побудована будівля театру, де виступали наїжджі актори. Напередодні реформи 1862 року в Балті працювали 23 невеликих заводи, з них 6 свічесальних, 8 салотопних, 2 миловарних, пивоварний, 6 цегляних.
У 1865 р. стала до ладу залізниця Одеса-Балта, що пов'язала південно-західні сільськогосподарські райони з Одеським портом. Зі спорудженням дороги значно збільшився товарообіг балтських ярмарків. Залізничну станцію побудували не в самому місті. «Сама станція… знаходиться в 8 верстах від міста, навіть не в Подільській, а в Херсонській губернії… Восени і на початку зими, в бруд і ожеледицю по ній рішуче немає проїзду.» — Так писав сучасник про станцію і дорогу між нею і самою Балтою. Але до кінця 19 століття сімейство Борисових (із старообрядців) проклали шосейну дорогу від вулиці Купецької до станції. Дорога ця була платною — спеціальний працівник стягував по 3 копійки за проїзд.
У місті постійно збільшувалася кількість промислових підприємств. До кінця 19 століття тут вже працювали ковбасна, цукеркова і тютюнова фабрики, винокурний, пивоварний, 5 шкіряних, чавуноливарний, 8 цегляно-черепичних і вапняний заводи. У 1910 в місті налічувалися 24 фабрики і заводи, 197 ремісничих майстерень.
У 1882 році в місті відбувся єврейський погром, що одержав великий резонанс і що підсилив еміграційні настрої в середовищі російських євреїв. Незабаром після погрому Балта стала одним з провідних центрів сіоністського руху Поділля.
Напередодні першої світової війни Балта була досить крупним населеним пунктом. У ній проживало понад 28 тисяч чоловік проти 13,9 в 1861 році. У місті періодично спалахували пожежі (наприклад, в 1892 році збитки від вогню склали 56,7 тис.руб.). Страждали жителі і від повеней. До кінця 19 століття в місті практикували 10 лікарів. У земській лікарні на штатних посадах працювали також фельдшер і аптекар. До 1910 року діяли вже 2 лікарні на 95 ліжок. Персонал лікарень складався з 6 лікарів, 13 фельдшерів і акушерок. У місті працювали дві церковноприходські школи, двокласне училище, в 1903 р. відкрилася жіноча прогімназія, а в 1910 — чоловіча гімназія і комерційне училище. У місті працювала бібліотека.
У 1908 році ієромонах Балтського монастиря Інокентій оголосив себе живим втіленням Святого Духу і поклав початок новій секті іннокентієвців. Це супроводжувалося масовим паломництвом в Балту віруючих, головно молдаван з Бессарабії і сусідніх губерній. Інокентій з соратниками проповідував швидкий кінець світу, практикував вигнання бісів, зціляв від хвороб… Незабаром пішли чутки про розгульне життя Інокентія і його найближчого оточення. Діяльність Інокентія викликала осуд та протест церковних та світських властей, він піддався переслідуванням.

## В СРСР
Під час громадянської війни місто постійно переходило з рук в руки. Балта побувала під владою австро-німецьких військ, денікінців, більшовиків, Директорії. У 1918 році у Балті серед австро-німецьких військ[джерело?] спалахнуло повстання.
На початку лютого 1919 року Балтський полк армії УНР, сформований з повстанських загонів Балтського повіту, що діяли у 1918 році проти австро-німецьких окупантів та їх прибічників гетьманців, підняв повстання проти Директорії та протягом кількох днів обороняв місто від петлюрівських військ. Проте, під тиском переважаючих сил ворога повстанці відступили з Балти, розділившись на кілька загонів, та продовжували боротьбу в тилу петлюрівських військ, а затим у березні 1919 року влились до лав українських радянських військ Українського фронту і взяли участь в наступі на Одесу, окуповану на той час військами країн Антанти.
Радянська влада в Балті остаточно встановилась 15 лютого 1920 року.
У серпні 1920 року Балтський повіт увійшов до складу новоствореної Одеської губернії. Того ж року стала виходити газета «Балтські вісті».
У 1921—1922 роках в селах і місті розмістили більше 3,5 тисяч переселенців з Поволжя і Донбасу.
У березні 1923 р. за новим адміністративним поділом Балта стала центром однойменного округу і району.
У 1924 на схід від Дністра була створена Молдавська Автономна Радянська Соціалістична Республіка, де молдавани складали меншість населення. Це утворення входило до складу Української РСР. Столицею Молдавської АСРР в кінці 1924 (після скасування Балтської округи) стало місто Балта, а з 1929 — Тирасполь. У червні 1940 під сильним політичним тиском Румунське королівство поступилося Бессарабією СРСР. 2 серпня 1940 була створена Молдавська Радянська Соціалістична Республіка, що об'єднала велику частину Бессарабії і значну (але не всю) частину Молдавської АРСР. Балтський район відійшов до Одеської області. Факт нетривалого перебування Балти столицею Молдавської АРСР дав привід жителям міста і району називати Балту «столицею Бессарабії», що є помилковим ототожненням Молдавської республіки і Бессарабії. Під Бессарабією насправді розуміється виключно історична область в межиріччі Прута і Дністра. Молдавією історично вважається територія від Чорного моря на півдні ка Буковини на півночі і від річки Дністер на сході до річки Серет на заході, тобто нині значна частина цієї території належить Румунії і Україні. Бессарабія таким чином є частиною Молдавії. Балтський район, як решти районів, що входили раніше до складу МАРСР, зокрема нинішньої самопроголошеної і невизнаної ПМР (окрім правобережного м. Бендери), не є ні Бессарабія, ані Молдавія.
Всього через один місяць та кілька днів після початку війни бойові дії розвернулися на території Балтського району. В обороні брали участь частини 74-ї стрілецької, 5-ї та 9-ї кавалерійських дивізій. Особливо відзначилися воїни 109-го стрілецького полку, а їх командир А. В. Лапшов за проявлену мужність і героїзм був удостоєний звання Героя Радянського Союзу. Проте, 5 серпня 1941 року місто було захоплене німецькими військами, але 5-й кавалерійській дивізії 2-го кавалерійського корпусу генерала П. А. Бєлова вдалося знову звільнити місто та кілька днів утримувати його.
Аж до свого остаточного звільнення, Балта входила в зону румунської окупації — Трансністрію. Тут діяли румунська сігуранца, німецьке гестапо і італійська військова комендатура. Місто стало центром нової адміністративної одиниці — Балтського повіту (по-румунськи — «жудець»).
В Балті було створено гетто, обмежене вулицями Ковальською (нині — Ткаченко), Уварова, Сіннянською і рядом інших. До міста також стали зганяти євреїв з Румунії, Бессарабії, України. До звільнення міста в 1944 році живими залишалося близько 3000 чоловік. Врятуванню життя євреям багато в чому сприяла румунська королева Олена, згодом визнана як «праведниця світу». Особливо важко було на початку і в самому кінці окупації, коли вся влада була в руках німців. Своєму порятунку жителі гетто, що залишалися, зобов'язані швидкому просуванню червоноармійських військ.
За наявними даними, підпільна антинацистська організація, що включала близько 120 чоловік, діяла в Балті з 1942 року на чолі з Т. Б. Брагаренко. Підпільні групи були організовані також в селах Кринички, Пужайково, Савранське, Шляхове, Ракулово. На території району діяв також і партизанський загін «Буревісник».
22 березня 1944 року підрозділи 25-ї дивізії ввійшли на територію Балтського району, звільнивши село Шляхове. 25 березня почалися жорстокі бої за Балту, а 27 березня — вуличні бої в місті. Рано-вранці 29 березня червоноармійські війська 2-го Українського фронту пішли на рішучий штурм і до 10 годин ранку повністю вигнали нацистських окупантів з міста.
На фронтах Німецько-радянської війни воювали 2351 жителів Балти, з них загинуло більше 500. Семи жителям міста Балти і сіл району присвоєно звання Героя Радянського Союзу: В. І. Сороці, П. І. Чумаку з Пасицел; Е. П. Маріїнському, Л. М. Галицькому з Балти; О. А. Тряскину з села Мірони; О. В. Танасійчуку з Березівки; С. Д. Леоницькому з Чернечого. Повними кавалерами ордена Слави стали К. Г. Білоус, В. О. Мотробай, М. М. Шуляченко.
Після закінчення війни почалося повернення міста до мирного життя: відновлені пошкоджені і зруйновані житлові і суспільні будівлі, пущені в лад промислові підприємства, знов запрацювали школи, лікарні. У подальші роки проводилося будівництво нових житлових будівель, створення промислових підприємств, магазинів, шкіл, побудована нова будівля лікарні. Серед підприємств, що здобули популярність у всьому Радянському Союзі, слід відзначити побудований та введений в 1980 році в дію за допомогою спеціалістів США (оскільки використовувалися американські технології та американське обладнання) молочно-консервний комбінат дитячого харчування, широко відомий також і в 1990-х роках під торговою маркою «Ласуня». Його корпуси, нині баздіяльні, живописно підносяться над містом.
Розширювалася мережа культурно-просвітницьких установ, що включає не тільки будинок культури, але і три клуби, два кінотеатри, бібліотеки.

## У складі незалежної України
Жителям міста вдалося в основному зберегти потенціал, накопичений за попередні роки. Активно розвивається малий і середній бізнес, відкрилась величезна кількість магазинів, кафе, ресторанів, в центрі міста створений добре обладнаний продовольчий і промтоварний базар, працюють клуби, національно-культурні організації. 24 лютого 2014 року на центральній площі міста невідомі зняли з постаменту бюст-пам'ятник Леніну та установили на його місце бюст-пам'ятник Тарасу Григоровичу Шевченку.
04 лютого 2016 р. Верховна Рада України ухвалила Постанову «Про віднесення міста Балта Балтського району Одеської області до категорії міст обласного значення», згідно з якою місто Балта Одеської області віднесено до категорії міст обласного значення. Відповідний проєкт постанови зареєстровано за № 3183.